# 大陵增廿
英仙座30，又名BD+43 674，HD 20315、SAO 38704、HR 982，是英仙座的一颗恒星，视星等为5.47，位于銀經148.85，銀緯-11.36，其B1900.0坐标为赤經3h 11m 3.4s，赤緯+43° -11.36′ 27″。